# Trittico della deposizione (Benzone)
Trittico della deposizione è un complesso di tre pannelli dipinti del pittore fiammingo di origine lombarda Ambrogio Benzone realizzati nel 1530 e conservati attualmente nella Cappella di Sant'Andrea della Cattedrale di Segovia. Il trittico proveniva dalla Chiesa di San Miguel della medesima città Segovia.

## Descrizione
Il trittico è considerato il capolavoro del pittore, noto come il Maestro di Segovia, terra in cui si trovano molte delle sue opere.
La tavola centrale raffigura la deposizione di Gesù dalla croce, ai lati Sant'Antonio da Padova e San Michele arcangelo.
Il trittico fu oggetto di parte dell'esposizione Le età dell'uomo  nelle sue edizioni di Valladolid (1988-1989), Segovia (2003) e a Cuéllar nel 2017.